# Aillwee Cave

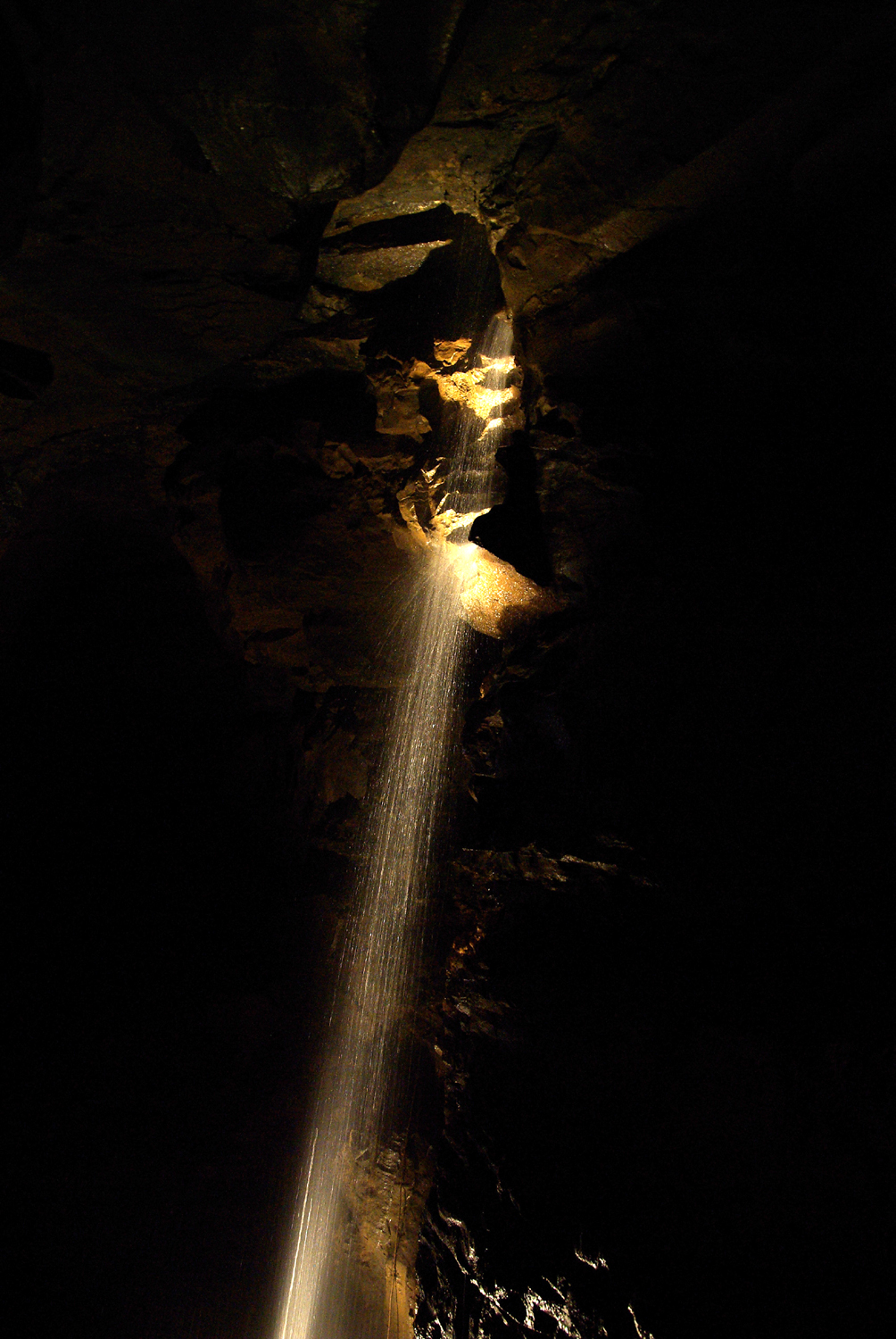
Wasserfall inmitten der Höhle

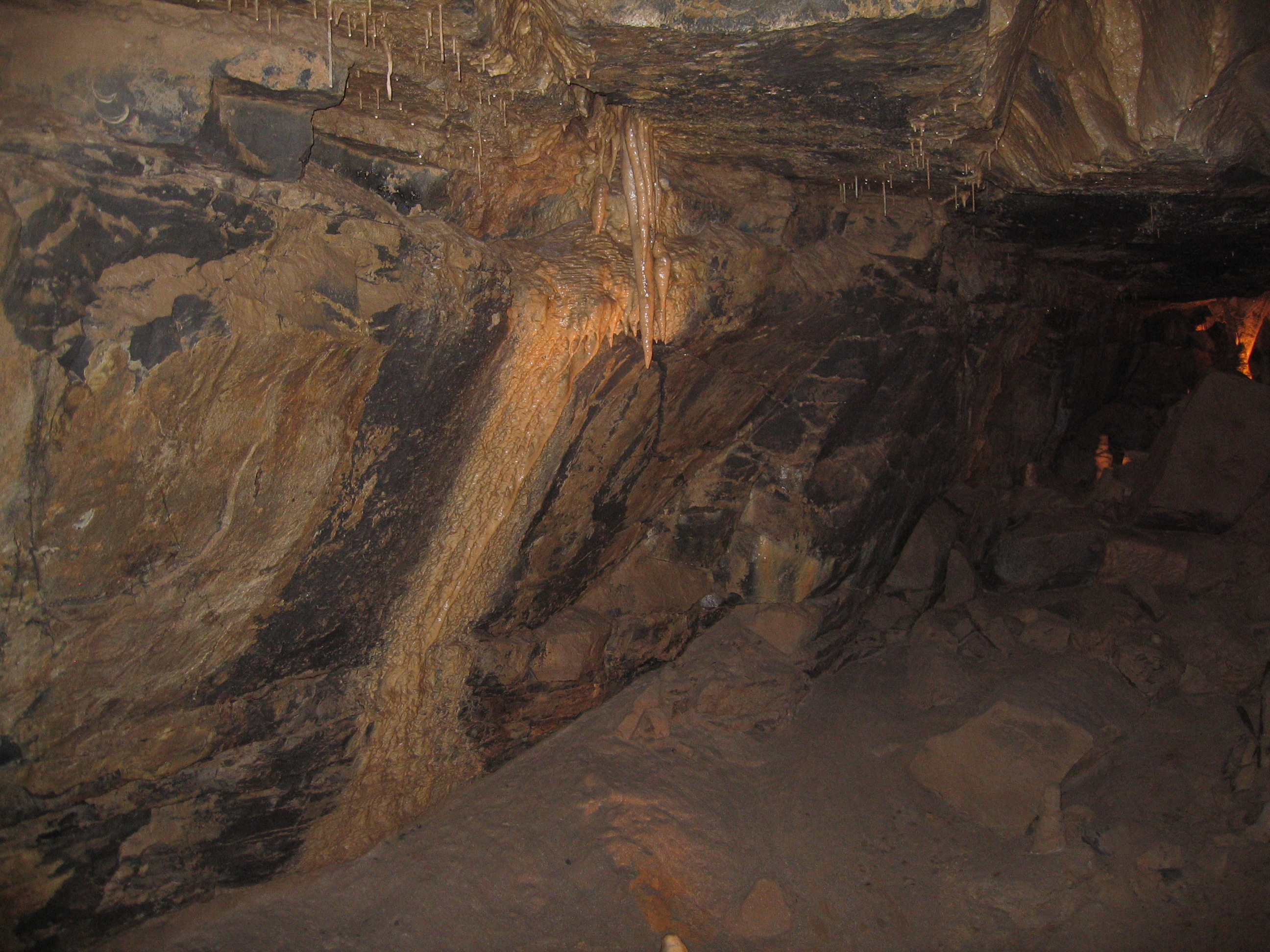
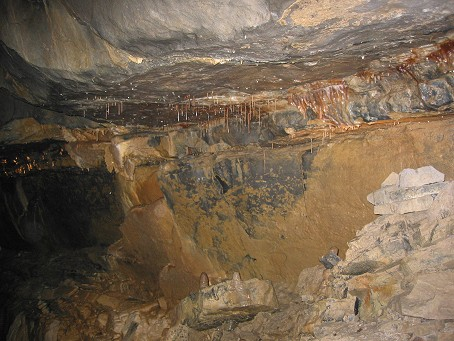
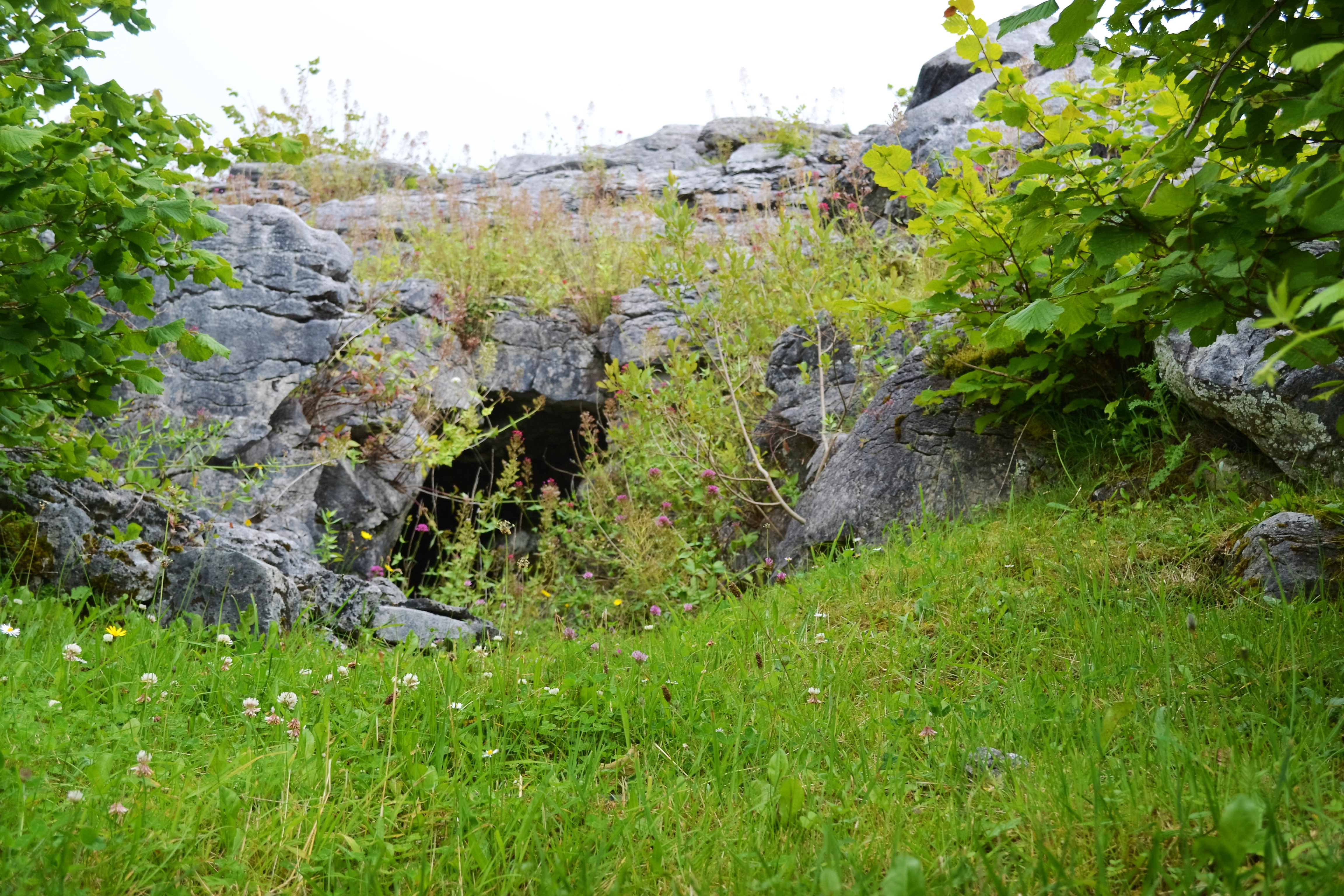
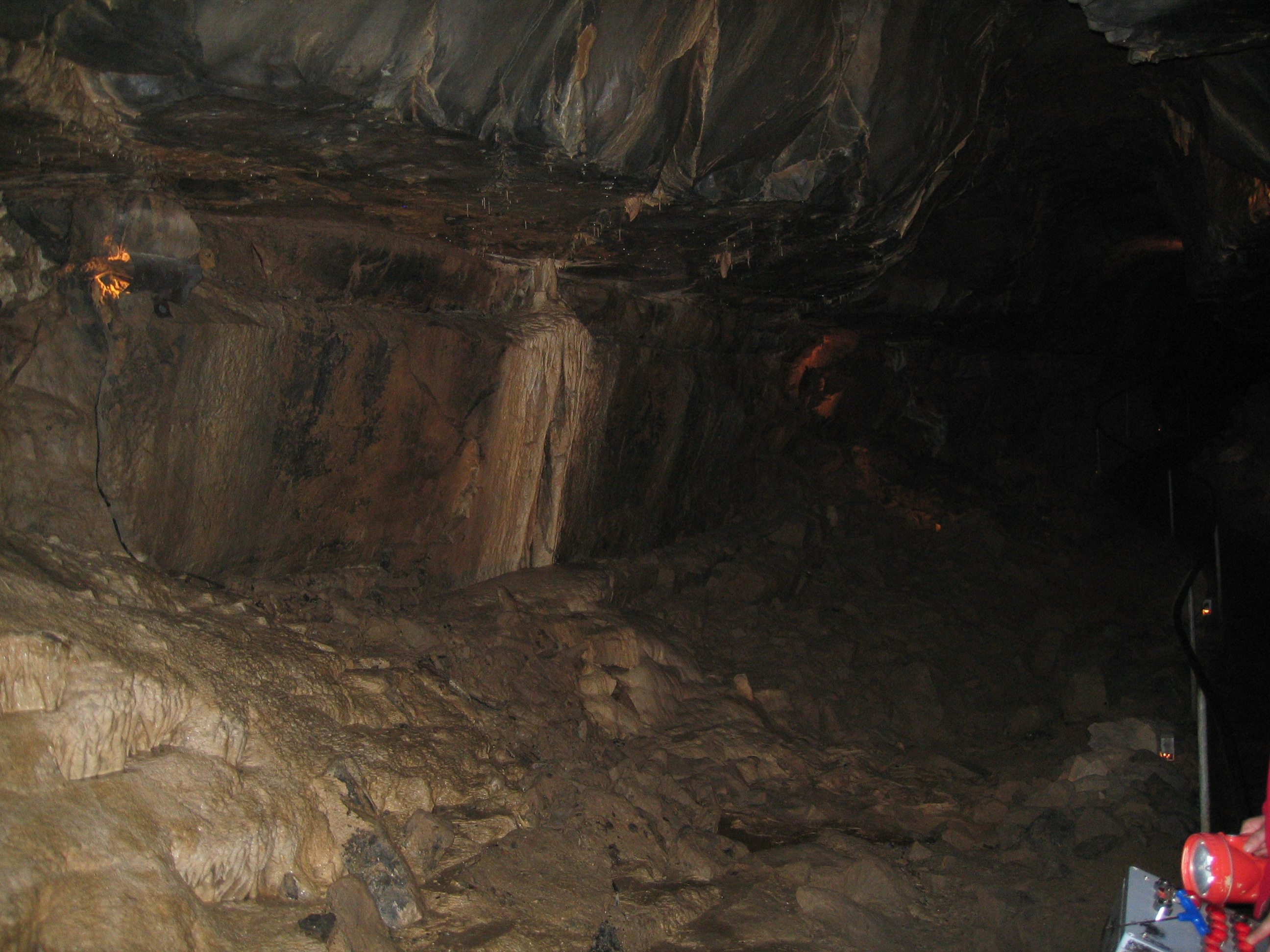

Die Aillwee Cave (irisch: Pluaiseanna na hAille Buí) ist eine Schauhöhle, die ca. 30 Kilometer südlich von Galway unweit von Ballyvaughan an der Westseite Irlands im Karst des Burren-Gebietes des County Clare liegt. Die Höhle wurde im Jahre 1940 zufällig von dem irischen Farmer Jacko McGann entdeckt. Seine Initialen kann man noch heute vereinzelt in der Höhle finden. Der gälische Name, Aillwee (An Aill Bhuí), bedeutet „gelbe Klippe“. McGann behielt seine Entdeckung zunächst für sich, bis er das Wissen darum den 1970er Jahren weitergab.
Eine Forschergruppe von der Universität Bristol unter der Leitung von Edgar Kingsley Tratman untersuchte daraufhin die Höhle und entdeckte dabei Knochen eines Braunbären. Außerdem wurden alte Schlafstellen des Tieres gefunden, vermutlich hat es dort seinen Winterschlaf gehalten.
Seit dem Jahre 1976 ist die Höhle für die Öffentlichkeit geöffnet. Der Besucher kann auf einer Tour 1,3 Kilometer durch die Höhle gehen. Dabei werden Stalaktiten sowie Stalagmiten gezeigt und deren Entstehung erklärt. Weiterhin führt die Tour an unterirdischen Wasserfällen vorbei.